# 上塘镇 (泗洪县)
上塘镇，是中华人民共和国江苏省宿迁市泗洪县下辖的一个乡镇级行政单位。

## 行政区划
上塘镇下辖以下地区：
上塘社区、向阳社区、马庄村、石庄村、垫湖村、谷墩村、陈吴村、立新村、郑集村、马巷村、桑园村、大向村、大周村、大傅村、陈吴村、瓦坊村和立新村。